# برنيس داهن
بيرنيس داهن (بالإنجليزية: Bernice Dahn)‏ هي وزيرة الصحة السابقة في جمهورية ليبيريا ، وترأست وزارة الصحة والرعاية الاجتماعية في البلاد. حلت محل والتر جوينيجال في يونيو 2015. كما شغلت في السابق منصب نائب وزير الخدمات الصحية وكبير الموظفين الطبيين في وزارة الصحة في ليبيريا. تم تعليق ترشيح داهن بسبب مزاعم بالفساد المالي نتج عن مراجعة من قبل اللجنة العامة لمراجعة الحسابات (GAC).

## تعليمها
في عام 1999 ، حصلت داهن على شهادة الكفاءة من التدريب الإقليمي للمدربين للصحة الإنجابية في معهد موريشيوس للصحة في بامبلموسيس، موريشيوس ؛ تليها شهادة في الصحة الدولية من كلية الصحة العامة وطب المجتمع في جامعة واشنطن ، وشهادة عن الإدارة الصحية من المركز الدولي للصحة والتعاون الدولي في وزارة الصحة ، بكين في جمهورية الصين الشعبية.
في عام 1987 ، حصلت داهن على بكالوريوس العلوم في علم الحيوان من جامعة ليبريا. وفي عام 1996، حصلت داهن على الدكتوراه من كلية الطب في جامعة ليبيريا في مونروفيا ، ليبيريا. ثم حصلت على درجة الماجستير في الصحة العامة في الخدمات الصحية مع التركيز على الصحة الدولية من جامعة واشنطن في سياتل ، واشنطن عام 2005.

## عملها
شغلت داهن من قبل منصب مستشار الصحة الإنجابية في صندوق الأمم المتحدة للسكان لمدة أربع سنوات ومديرة لصحة الأسرة في وزارة الصحة في ليبيريا لمدة ثلاث سنوات وسنة كمديرة للتغذية في وزارة الصحة في ليبيريا.

## نشاطات أخرى
- عضوة مناوبة في مجلس الإدارة - الصندوق العالمي لمكافحة الإيدز والسل والملاريا - (كانت تمثل مجموعة غرب ووسط أفريقيا) [3]